# 奈良電気鉄道クハボ650形電車
奈良電気鉄道クハボ650形電車（ならでんきてつどうクハボ650がたでんしゃ）とは、奈良電気鉄道（奈良電）が保有した電車の1形式である。

## 概要
1942年（昭和17年）10月に、大阪・堺の木南車輌製造でクハボ651 - 653の3両が製造された。
1940年10月のクハボ600形601 - 603の新造で戦時体制下での輸送需要増に一定の対応を行った奈良電であったが、クハボ600形は2扉車であり、多分に観光電車的な性格を備えていたため、激増する乗客に対応するには問題があった。
そこでラッシュ時の乗降に適した3扉構造の増結用制御車を新たに新造することとなり、大手車両メーカーは国鉄向けと軍需向けで手一杯であったことから、新興メーカーである木南車輌製造に対して発注されたのが本形式である。

## 車体
車体長17,000mm、全長17,700mm、車体幅2,540mm、最大幅2,600mmとクハボ600形よりは1m短く、連結相手となるデハボ1000形よりはやや長い、17m級半鋼製車体を備える。
窓配置はdD(1)4D(1)3(1)D1あるいは1D(1)3(1)D4(1)Dd（d：乗務員扉、D：客用扉、(1)：戸袋窓、数字：窓数）で、クハボ600形と同様、京都寄りにのみ全室式運転台を設置する片運転台車である。側窓は2段上昇式、客用扉幅は1,060mmで、連結相手であるデハボ1000形に合わせて手動扉である。
外観は溶接を多用してリベット組み立てを排し、長柱を使用して屋根部の雨樋を省略して天井付近まで幕板を張り上げたいわゆる張り上げ屋根構造で、客用扉上部にのみ水切りを設置して雨天時の乗降の便を図っている。
そのデザインは同時期に木南車輌製造が全国の私鉄に納入した一連の電車群に共通するもので、愛好者の間では「木南スタイル」と呼ばれる個性の強い造形である。
妻面は運転台側が貫通扉のない非貫通構造の3枚窓構成とされたが、連結面側は従来通り貫通路を設置している。
座席は全てロングシートで、内装は戦時下での製造となったことから非常に簡素な構造である。

## 主要機器

### 制御器
デハボ1000形との総括制御を行う必要からデッカー・システム共通の東洋電機製造製ES形主幹制御器を搭載する。

### 集電装置
制御車であるが、クハボ600形と同様、東洋電機製造製菱枠パンタグラフを京都寄りに1基搭載する。

### 台車
木南車輌製造K-16と呼称するボールドウィンA形台車のデッドコピー品を装着する。
これは汽車製造K-16や日本車輌製造D-16といった、南海鉄道がモハ1201形用として各社に製造させていたボールドウィンAA形台車のデッドコピー品を、車両増備について手段を選べなかった戦時中に自社出入りの木南車輌製造にスケッチの上で製造させた孫コピー品の同等品である。

### ブレーキ
日本エヤーブレーキ製M三動弁によるACM自動空気ブレーキを搭載する。

## 運用
新造以来、一貫して奈良電の主力車の一つとして重用された。
もっとも、戦時設計で粗製乱造の傾向があったことから、1950年頃に客用扉の自動化が実施された後、1960年代に入り車体の更新工事が実施された。
その際、特徴的であった張り上げ屋根は帆布を張って雨樋を四囲に巡らせた通常構造に変更されて水切が撤去され、木南スタイルの個性は薄れた。
その後、1963年10月1日に実施された奈良電の近畿日本鉄道への吸収合併時にク590形591 - 593へ改番され、パンタグラフが撤去された。
更に1969年の京都線架線電圧の昇圧に伴う形式称号の整理の際にはク300形305 - 307へ改番と機器の更新が実施され、この際前照灯を取り付け式の灯具はそのままに白熱灯1灯からシールドビーム2灯式に改造し、台車をモ430形（旧デハボ1000形）の廃車発生品である住友製鋼所84A-34-BC3へ交換している。
昇圧改造を乗り越えて1970年代まで残存した本形式であるが、車体更新工事を行なったにもかかわらず、木工の細工や材質などや、細かい部品の材質などに問題があり、戦時設計の影響は如何ともし難かった。また経年による老朽化の問題もあり、1975年のク305を皮切りに毎年1両ずつ淘汰が実施され、1977年のク307をもって全車廃車解体となった。このため、3両とも現存しない。